# スカリー郡 (テキサス州)
スカリー郡（スカリーぐん、英: Scurry County）は、アメリカ合衆国テキサス州の中央部北西に位置する郡である。2010年国勢調査での人口は16,921人であり、2000年の16,361人から3.4%増加した。郡庁所在地はスナイダー市（人口11,202人）であり、同郡で人口最大の都市でもある。スカリー郡は2006年まで州内に46あった禁酒郡の1つだったが、住民投票によりスナイダー市でビールとワインの販売が認められ、2008年の住民投票では郡全体で酒類の販売が認められた。

## 歴史
スカリー郡1876年に設立され、1884年6月28日に組織化された。郡名は弁護士で南軍の将軍だったウィリアム・リード・スカリーに因んで名付けられた。1909年まで鉄道がなかった。出荷点は南のミッチェル郡コロラドシティがあり、さらに後には東のフィッシャー郡にある鉄道町になった。
最初の鉄道はロスコー・スナイダー・アンド・パシフィック鉄道であり、テキサス・アンド・パシフィック鉄道が通っていた南東のノーラン郡ロスコーからスナイダーまでが繋がれた。1909年頃に更に郡内のフルバナまで延伸された。1911年、サンタフェ鉄道のテキシコ・コールマン線が郡内を通り、幹線になった。1900年代初期は発展が特に急速だった。
スカリー郡の初期開拓に関わる重要な事実は、W・H・スナイダーのスケッチに見ることができる。スナイダーはスナイダー市の名前の元になった人物である。1877年、スナイダーは郡内に交易キャンプを開設し、ダラスから荷車で木材を運で店を建て、さらにダラスから商品も運んだ。トレイル・ワゴンと呼ばれた荷車を使い、7つのくびきを付けて牛に曳かせ、荷車1台で5万ポンド (23,000 kg) の荷を運ぶことができた。スナイダーは郡内に1軒の家を建て、雑貨とバッファロー狩猟者への補給物資を扱った。他にもこの地に入って来る者があり、スナイダーの町の始まりとなった。
1882年、スナイダーが町の区画を定め、2年後にはスカリー郡の郡庁所在地になった。スナイダーの町には事業を行う市民が集まり、独立教育学区ができ、4つの教会があり、交易の重要な中心だった。
鉄道が通ってからはその町の重要性が増し、1910年には人口が2,154人になった。鉄道沿線には他の町も出現し、その中でも重要なものはロスコー・スナイダー・アンド・パシフィック鉄道の終着駅であるフルバナであり、またハームリーだった。

## 地理
アメリカ合衆国国勢調査局に拠れば、郡域全面積は908平方マイル (2,352 km2)であり、このうち陸地902平方マイル (2,336 km2)、水域は5平方マイル (13 km2)で水域率は0.55%である。

### 主要高規格道路
- アメリカ国道84号線
- アメリカ国道180号線
- テキサス州道208号線
- テキサス州道350号線

### 隣接する郡
- ケント郡 - 北
- フィッシャー郡 - 東
- ミッチェル郡 - 南
- ボーデン郡 - 西
- ガルザ郡 - 北西

## スカリー郡ギャラリー

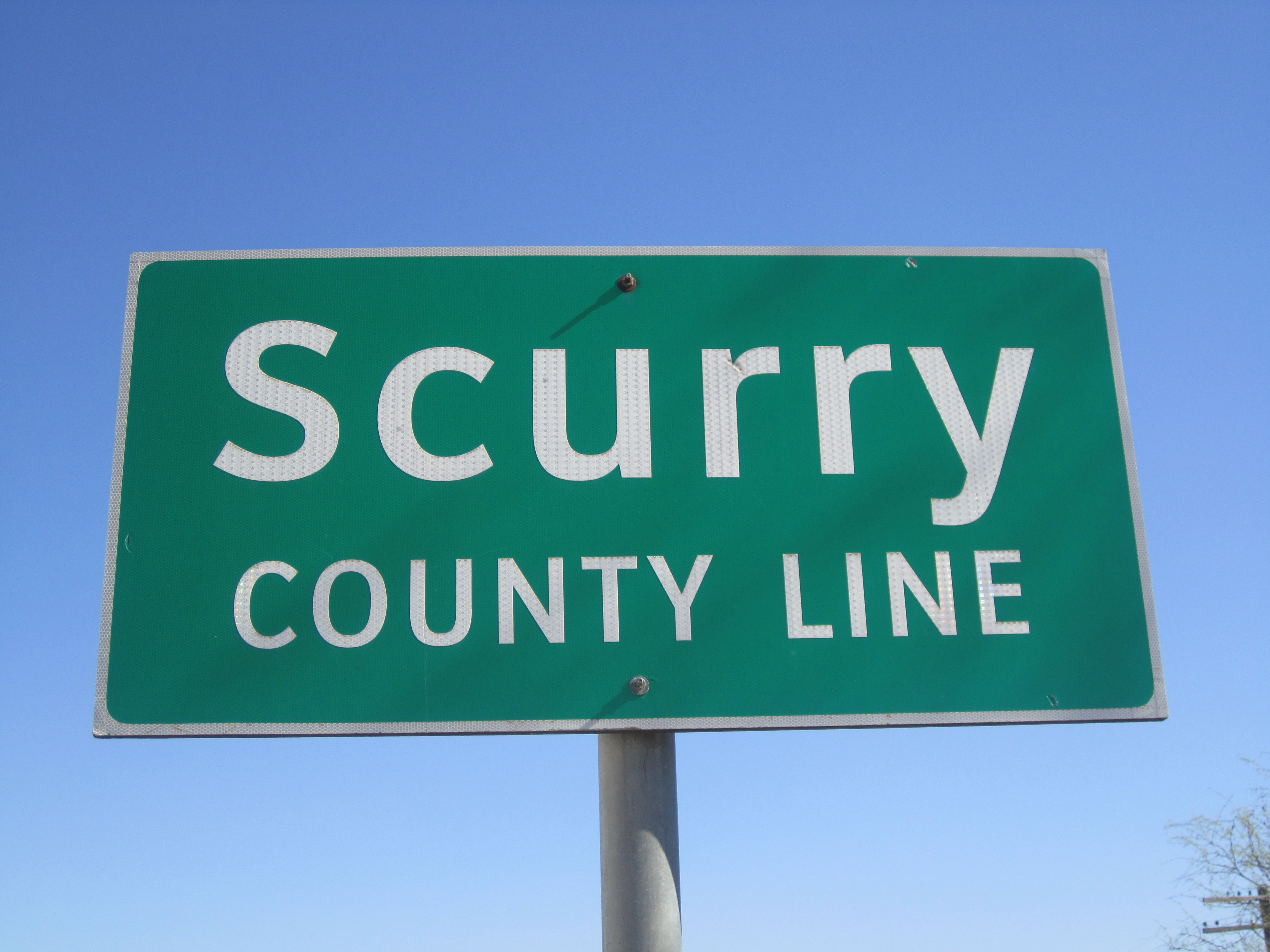
スカリー郡の標識
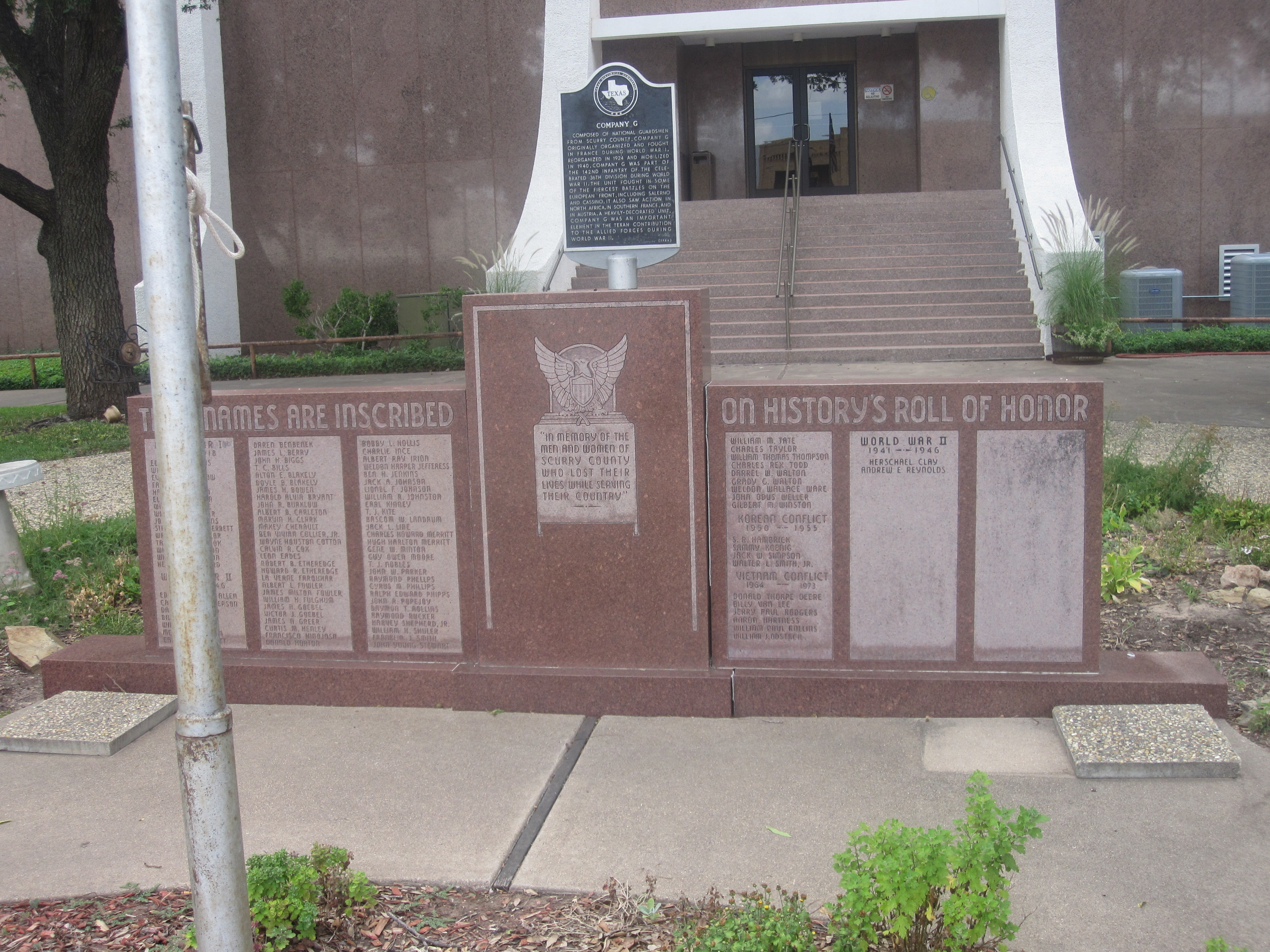
スカリー郡庁舎前の退役兵記念碑
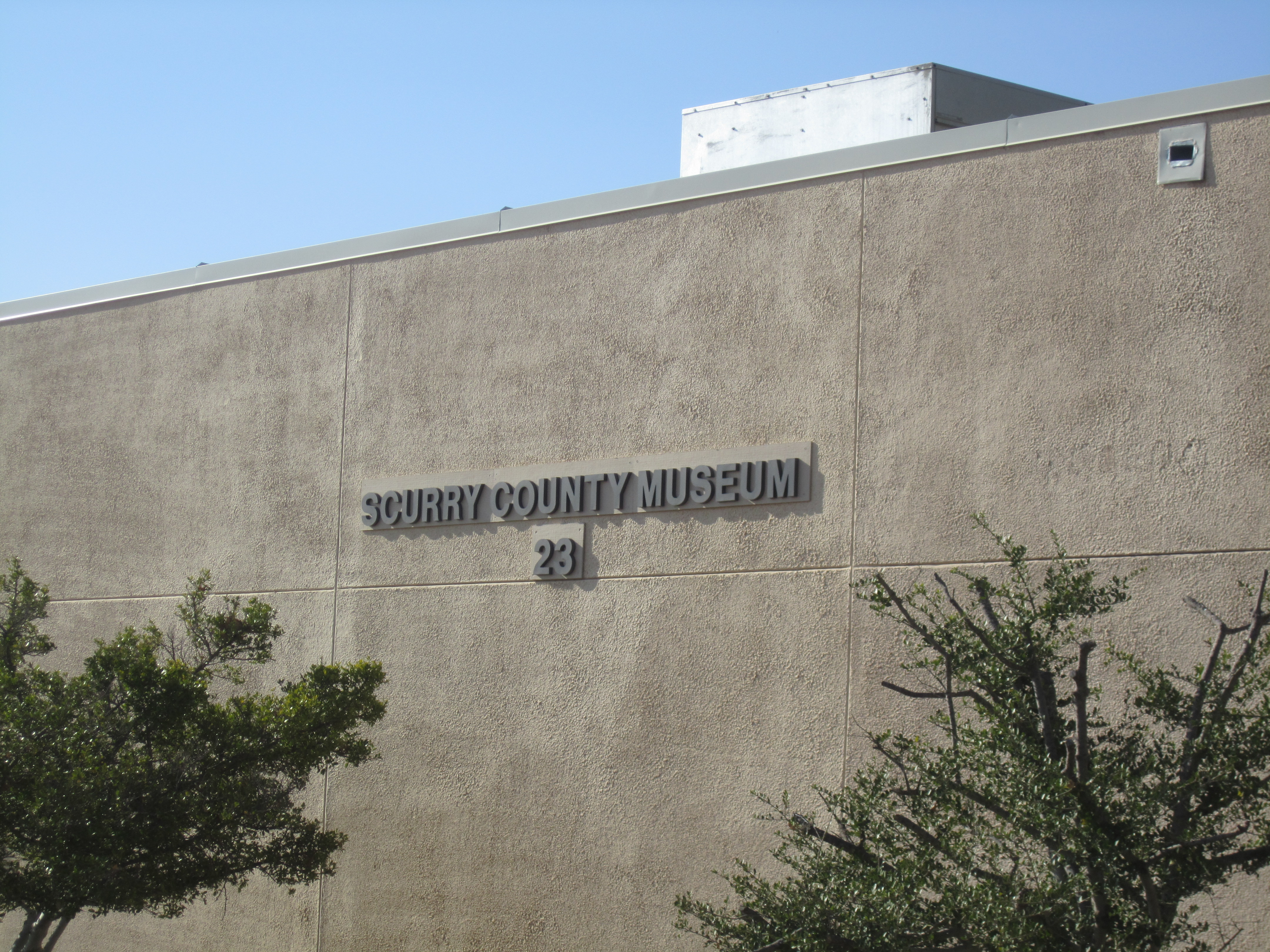
スカリー郡博物館、スナイダー市の西テキサス・カレッジのキャンパスにある
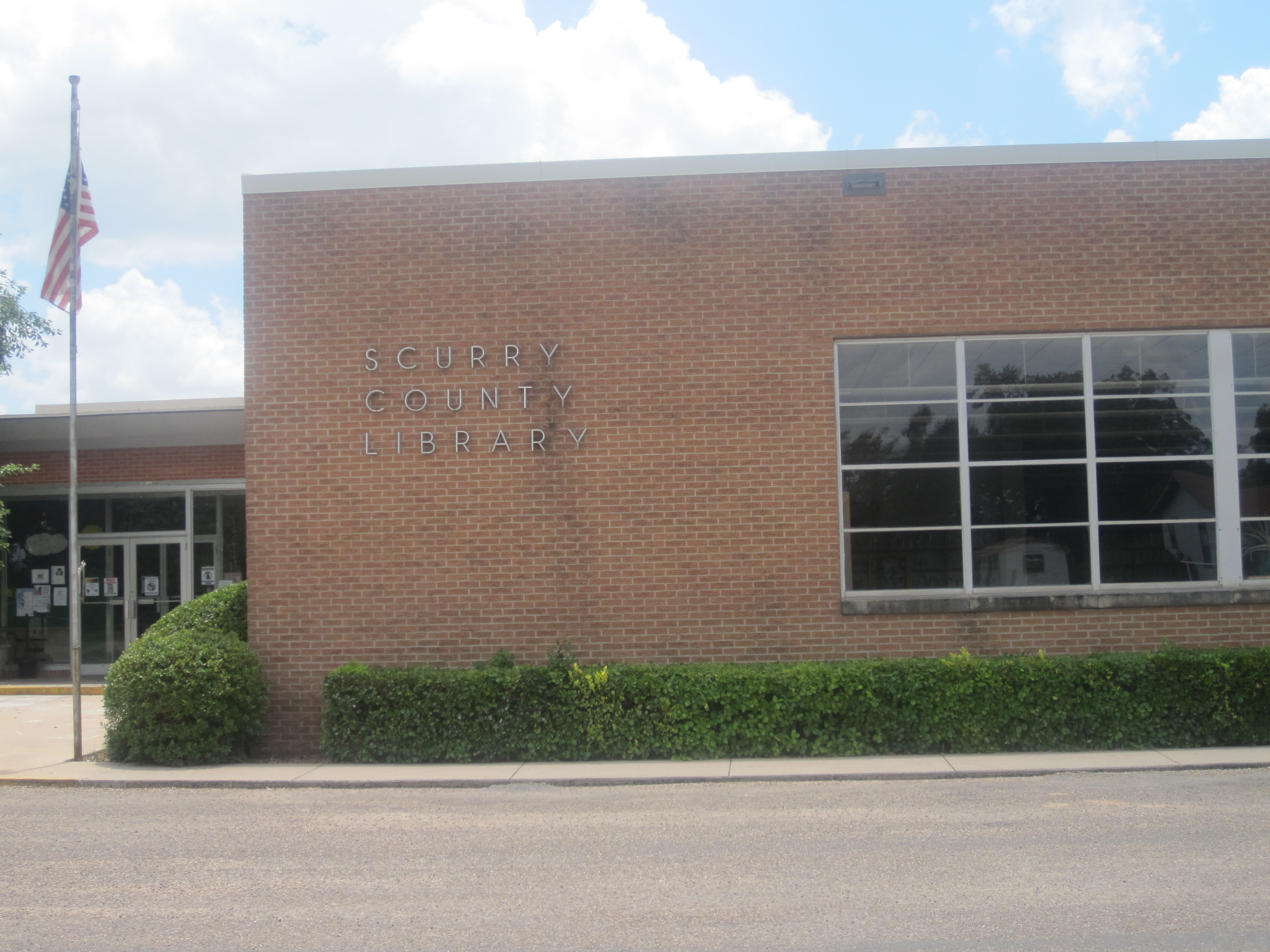
スナイダー市にあるスカリー郡図書館
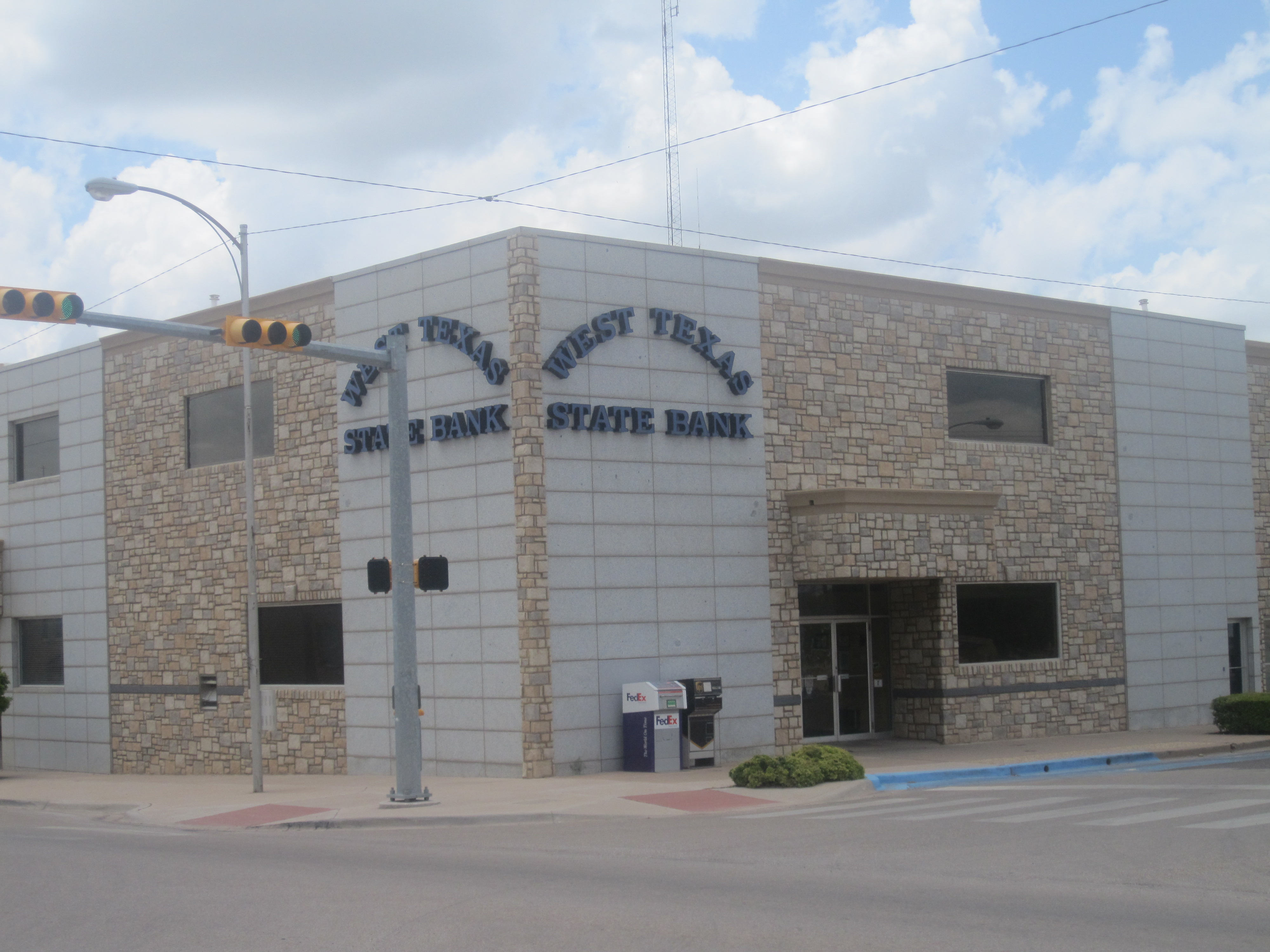
西テキサス州立銀行
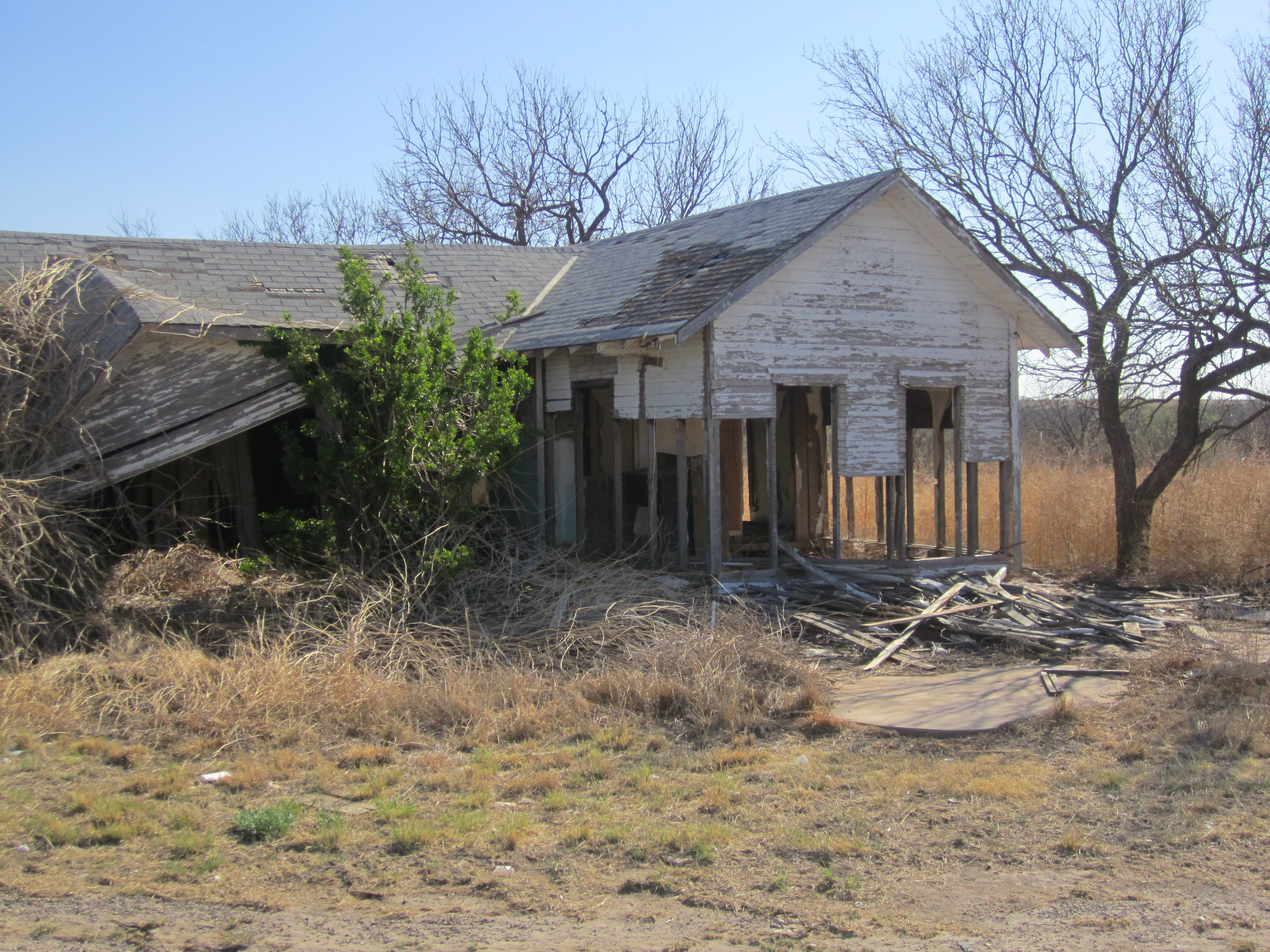
郡北部のアメリカ国道84号線近くにある廃屋、サウスプレーンズに多い

## 人口動態
以下は2000年の国勢調査による人口統計データである。
| 基礎データ - 人口: 16,361人 - 世帯数: 5,756 世帯 - 家族数: 4,161 家族 - 人口密度: 7人/km2（18人/mi2） - 住居数: 7,112軒 - 住居密度: 3軒/km2（8軒/mi2） 人種別人口構成 - 白人: 81.27% - アフリカン・アメリカン: 6.06% - ネイティブ・アメリカン: 0.53% - アジア人: 0.23% - その他の人種: 10.51% - 混血: 1.41% - ヒスパニック・ラテン系: 27.77% 年齢別人口構成 - 18歳未満: 25.2% - 18-24歳: 10.7% - 25-44歳: 26.2% - 45-64歳: 22.4% - 65歳以上: 15.4% - 年齢の中央値: 37歳 - 性比（女性100人あたり男性の人口） - 総人口: 107.8 - 18歳以上: 109.5 | 世帯と家族（対世帯数） - 18歳未満の子供がいる: 33.9% - 結婚・同居している夫婦: 58.4% - 未婚・離婚・死別女性が世帯主: 10.4% - 非家族世帯: 27.7% - 単身世帯: 25.1% - 65歳以上の老人1人暮らし: 12.9% - 平均構成人数 - 世帯: 2.55人 - 家族: 3.05人 収入と家計 - 収入の中央値 - 世帯: 31,646米ドル - 家族: 38,467米ドル - 性別 - 男性: 30,399米ドル - 女性: 18,061米ドル - 人口1人あたり収入: 15,871米ドル - 貧困線以下 - 対人口: 16.0% - 対家族数: 12.6% - 18歳未満: 21.6% - 65歳以上: 11.7% |

## 都市と町
都市
- スナイダー - 郡庁所在地

未編入の町
- アラー
- キャンプスプリングス
- ダーモット
- ダン
- フルバナ
- ハームリー
- ハッド
- イナデール
- アイラ
- パイロン